# Jagdstaffel 7
La Königlich Preußische Jagdstaffel Nr 7 ou Jagdstaffel 7 (terme abrégé en Jasta 7) est une escadrille de la Luftstreitkräfte, la branche aérienne de l'Armée impériale allemande pendant la Première Guerre mondiale. Jasta est un acronyme formé par l'abréviation du mot allemand Jagdstaffel (escadrille de chasse). L'unité totalise au moins 125 victoires aériennes confirmées pendant la guerre, au prix de 11 pilotes tués et 12 blessés au combat ainsi que 2 tués dans des accidents.

## Histoire
La Jasta 7 est formée le 23 août 1916 à Martincourt-sur-Meuse à partir du personnel de la Fokkerstaffel Martincourt, une escadrille équipée de Fokker Eindecker et attachée au 16e corps de la 5e armée. Elle reste dans le secteur de cette unité pendant tout le début de son existence, passant par les aérodromes de Senon (septembre à octobre 1916), puis Porcher à partir de novembre. En mai 1917, l'escadrille est déplacée dans la Meuse, puis près de Roulers, en Belgique. Son premier commandant, l'Oberleutnant Fritz von Bronsart-Schellendorf est tué au combat dans ce secteur en juillet et est remplacé par Josef Jacobs, qui reste en poste jusqu'à la fin de la guerre, une durée extrêmement longue, compte tenu de la mortalité importante des pilotes de chasse. Après un nouveau déplacement à Wynendaele, l'escadrille est intégrée au Jagdgruppe 11 (groupe de chasse 11), qui rassemble les Jasta 7, 29, 33 (en) et 35 (en) pour soutenir les opérations de la 4e armée.

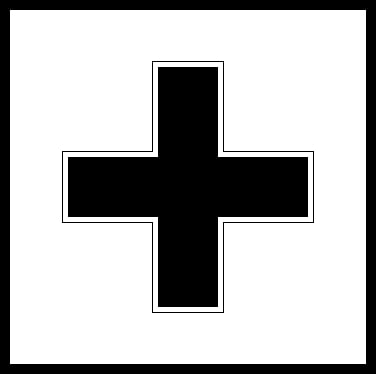
Balkenkreuz peinte sur les appareils de la 7

La Jasta 7 reste dans ce groupe jusqu'au début de l'année 1918, lorsqu'elle intègre le Jagdgruppe Dixmuiden (avec les Jasta 16 (en) et 51 (en)). Après un déplacement à Rumbeke, le Jagdgruppe Dixmuiden est fondu le 1er mars 1918 dans le Jagdgruppe 6, qui comprend en plus les Jasta 28 (en) et 47 (en) pour soutenir l'offensive allemande de printemps, toujours sur le front de la 4e armée. Malgré des changements de composition dans le Jagdgruppe 6, la Jasta 7 reste sur ce front jusqu'à la fin du conflit.

## Liste des commandants (Staffelführer)
- Oberleutnant Fritz von Bronsart-Schellendorf : 23 août 1916 - 21 juillet 1917 (tué au combat)
- Leutnant Josef Jacobs : 21 juillet 1917 - novembre 1918

## Membres célèbres
11 as de l'aviation ont volé au sein de la Jagdstaffel 7 au cours de la guerre :
- Josef Jacobs
- Kurt Schönfelder (pl)
- Friedrich Manschott (en)
- Paul Hüttenrauch (en)
- Paul Billik
- Paul Lotz (pl)
- Carl Degelow (en)
- Hermann Kunz (pl)
- Georg Meyer (en)
- Otto Schmidt (en)
- Hermann Göring

### Note
1. ↑  Staffel est un terme féminin, en allemand[1].